# 지론종
지론종(地論宗)은  고대 중국불교의 13종 가운데 하나로, 《화엄경》 · 《능가경》 · 《십지경론》 · 《금강선론》 등을 소의 경론으로 하는 종파이다. 특히, 화엄부(華嚴部)의 《십지경(十地經)》에 세친(世親 · 바수반두: 320-400)이 주석을 단 《십지경론(十地經論)》을 연구 강술하는 학파이다.
북위(北魏: 386-534) 선무제(宣武帝: 재위 499-515) 때, 인도의 승려 늑나마제(勒那摩提 · Ratnamati)와 보리유지(菩提流支 · Bodhiruci: 5세기말-6세기초)가 각기 《십지경론》의 산스크리트어본을 가져와서 함께 번역하였는데 도중에 의견이 갈려 따로 번역하였다. 이 두 번역이 나온 후, 늑나마제의 수제자인 광통율사(光統律師) 혜광(慧光: 468-537)이 두 번역을 비교하고 합하여 하나로 만들고, 이에 대한 주석서를 지어서 지론종이 일어날 기초를 만들었고 지론종의 시조가 되었다. 지론종은 성립 후 얼마 지나지 않아 남도파 · 북도파의 2분파로 분열하였는데, 늑나마제의 견해를 따른 분파는 주류인 지론종 남도파가 되었으여, 보리유지의 견해를 따른 분파는 지론종 북도파가 되었다. 지론종이라고 불리게 된 것은 늑마나제와 보리유지가 《십지경론》을 번역하면서부터이다. 지론종을 지론가(地論家) 또는 지론학파(地論學派)라고도 한다. 지론종의 교의를 주장하거나 널리 편 이들을 지론사(地論師) 또는 지인(地人)이라 한다.
지론종의 교의 중 가장 큰 특징은, 주류인 남도파의 교의에 따르면, 8식 중 제8아뢰야식을  참되며 항상 존재하고 청정무구한 진상정식(眞常淨識) 즉 진식(眞識) 즉 불성(佛性)이라고 본다는 점에 있다. 이와 같은 견해를 바탕으로 지론종의 주류인 남도파는 여래장연기(如來藏緣起)를 주장한다. 이에 비해 섭론종(攝論宗)은 제8아뢰야식을 번뇌에 오염되어 있으며 결국 사라져 없어질 망식(妄識)으로 보며, 제9식인 아마라식을 진식으로 세운다. 이러한 섭론종의 교의는 지론종 북도파의 견해와 매우 유사하였으며, 지론종 북도파는 점차 섭론종에 동화 · 합류하였다. 지론종 남도파의 연기설이  여래장연기 즉 진여연기인 것에 대해 지론종 북도파의 연기설이 리야연기(梨耶緣起)라고 보는 즉 후대의 법상종이 주장한 아뢰야연기(阿賴耶緣起)와는 차이가 있는 일종의 특수한 형태의 아뢰야연기라고 보는 현대 학자들도 있다.
지론종은 양나라 · 진나라 · 수나라 시대를 통하여 왕성하였으나, 섭론종의 성립 후 지론종 북도파는 여기에 동화 · 합류하였으며 지론종의 주류인 남도파는 계속 존속하였다. 하지만 섭론종의 성세가 증대하는 만큼 지론종 남도파의 성세가 감소되었으며,  당나라 시대에 이르러 화엄종의 성립과 함께 이에 합류하였다.

## 남도파와 북도파
혜광(慧光: 468-537)은 상주(相州) 업도(鄴都)의 대각사(大覺寺)에 살며 지론연구(地論硏究)의 단서를 열고 상주(相州) 남도파(南道派)의 시조가 됐다. 한편 보리유지(菩提流支)의 제자인 도총(道寵)은 업도(鄴都) 북부에 이를 전파하고 상주(相州) 북도파(北道派)의 시조가 되었다.

## 혜광의 교상판석
혜광(慧光: 468-537)은 고타마 붓다의 일생 동안의 가르침을 판별하여 돈(頓) · 점(漸) · 원(圓)의 3교(三敎)로 하고 《화엄경》을 이들 중 비돈비점(非頓非漸)의 원교(圓敎)에 배속시킴과 동시에, 인연종(因緣宗) · 가명종(假名宗) · 광명종 · 상종(常宗)을 4종(四宗)으로 하는 3교4종의 교판을 세워 비담(毘曇)을 인연종(因緣宗)에, 《성실(成實)》을 가명종(假名宗)에, 삼론(三論) · 사론(四論)을 광명종에, 《열반(涅槃)》《화엄(華嚴)》을 상종(常宗)에 배(配)하고, 상종을 최고의 가르침으로 삼았다.

## 섭론종과 지론종
섭론종(攝論宗)이 제8아뢰야식(第八阿賴耶識)을 번뇌망상(煩惱妄想)에 더럽혀진 망식(妄識)이라고 보는 데 대하여, 제8아뢰야식을 항상 깨끗한 진상정식(眞常淨識)으로 보는 점이 지론종의 특징적인 면이다. 반면, 섭론종은 아뢰야식(阿賴耶識)의 순정(純淨)한 곳을 아마라식(阿摩羅識)이라 칭하여 아마라식을 제9식(第九識)으로 세웠다.

## 같이 보기
- 유식설
- 유가행파
- 섭론종
- 법상종
- 아뢰야식
- 여래장 사상

## 참고 문헌
- 이 문서에는 다음커뮤니케이션(현 카카오)에서 GFDL 또는 CC-SA 라이선스로 배포한 글로벌 세계대백과사전의 내용을 기초로 작성된 글이 포함되어 있습니다.
- 김영희 (1989). 《기신론주석서의 제7말나식에 대한 연구 - 원효의 〈소〉와 법장의 〈의기〉를 중심으로》. 동국대학원 불교학과 석사학위 논문.
- 운허.  동국역경원 편집, 편집. 《불교 사전》. |title=에 외부 링크가 있음 (도움말)
- 김영.  동국역경원 편집, 편집. 《불교 사전》. |title=에 외부 링크가 있음 (도움말)
- (중국어) 星雲. 《佛光大辭典(불광대사전)》 3판. |title=에 외부 링크가 있음 (도움말)